# 바누아투의 국장

바누아투의 국장

바누아투의 국장은 1980년에 제정되었다.
국장 가운데에는 창을 든 멜라네시아인 전사가 그려져 있으며, 전사 뒤쪽에는 멧돼지의 송곳니와 두 개의 양치식물 잎이 그려져 있다.
국장 아래쪽에 있는 금색 리본에는 바누아투의 나라 표어인 "우리는 하나님과 같이 존재한다" ("Long God Yumi Stanap") 라는 문구가 비슬라마로 쓰여져 있다.